# Pariato da França

Elementos heráldicos de um Duque que era igualmente "Par de França". Nota-se a coroneta, manto heráldico e os colares das Ordens do Rei.

O Pariato da França (Pairie de France, em francês) refere-se ao sistema de titulações dos Pares do Reino criados durante a vigência do Reino da França, originalmente de 987 a 1792. O Pariato francês foi uma hierarquia de distinção dentro da própria nobreza da França cujas origens remontam à década de 1180, durante o reinado de Luís VII. , sendo este considerado por alguns historiadores como o criador do sistema pariato francês.
Durante o Antigo Regime, o título de "Par de França" (Pair de France) era reservado aos mais altos membros da nobreza francesa. Neste aspecto, o pariato francês distingue-se de outros sistemas nobiliárquicos europeus, nos quais o título de nobreza equivale automaticamente à condição de "Par do Reino". Na França monárquica, no entanto, a maioria dos detentores de títulos de nobreza não eram considerados Pares do Reino. De forma geral, o título era  concedido diretamente pelo Rei de França a um seleto grupo de nobres (duques e condes) e Príncipes da Igreja Católica Romana. A condição de Par do Reino era designada a soberanos de algumas jurisdições territoriais específicas, sejam estas uma sé episcopal (governada por "Pares Eclesiásticos") ou um feudo (governado por um Par "secular"). Os títulos de Pares do Reino que governavam feudos e regiões seculares eram transmitidos por sucessão hereditária, sendo estes nomeados pairie-duché e pairie-comté.
O Pariato de França foi abolido em 1792 juntamente com a própria instituição monárquica mediante ao estabelecimento da Primeira República Francesa e foi restabelecido somente com a Restauração Bourbon em 1814. Neste período mais recente, os Pares do Reino passaram a constituir a Câmara dos Pares, a câmara alta do Parlamento da França. Em 1831, durante a Monarquia de Julho, os pares hereditários foram abolidos definitivamente.

## Pariato da França

### Os Pares do Reino
Durante o reinado de Luís VII, teve origem a tradição monárquica de conferir o título de "Par do Reino" a determinados nobres e vassalos do Rei de França. Embora originalmente conferido por vontade direta do monarca, o título de Par de França normalmente era um reconhecimento formal de serviços notáveis em nome da Coroa francesa e ao acúmulo de poder regional seja por quantidade de territórios governados ou poderio militar daquele nobre específico. 
A distinção de Par do Reino era ligada cultural e politicamente a uma jurisdição territorial específica. Os denominados "pariatos episcopais" eram aquelas correspondentes a circunscrições eclesiásticas da Igreja Católica cujo governante (normalmente um bispo ou arcebispo) era membro da nobreza e, igualmente, nomeado Par de França pelo monarca. Por outro lado, haviam ainda os "pariatos seculares" que eram os territórios governados por nobres sem qualquer ligação formal com o clero católico. 
O Pariato francês foi legitimado pela primeira vez em 1216. À ocasião, o Pariato era composto por nove Pares do Reino, dentre os quais cinco eram "pares eclesiásticos" e os quatro restantes eram considerados "pares seculares". Em 1228, com o acréscimo do Bispo de Laon, o Conde de Flandres e o Conde de Toulousse, o Pariato de França passou a ser composto por doze membros da nobreza francesa. 
| Pares eclesiásticos | Duques | Arcebispo-Duque de Reims |
| Pares eclesiásticos | Duques | Bispo-Duque de Laon      |
| Pares eclesiásticos | Duques | Bispo-Duque Langres      |
| Pares eclesiásticos | Condes | Bispo-Conde de Beauvais  |
| Pares eclesiásticos | Condes | Bispo-Conde de Châlons   |
| Pares eclesiásticos | Condes | Bispo-Conde de Noyon     |
| Pares seculares     | Duques | Duque da Normandia       |
| Pares seculares     | Duques | Duque da Aquitânia       |
| Pares seculares     | Duques | Duque da Borgonha        |
| Pares seculares     | Condes | Conde da Flandres        |
| Pares seculares     | Condes | Conde de Champanhe       |
| Pares seculares     | Condes | Conde de Tolouse         |

Estes doze pariatos ficaram conhecidos como "pariatos anciões" (pairie ancienne) para distingui-los de outros pares criados por monarcas franceses no decorrer da história do Antigo Regime. A quantidade exata de doze Pares do Reino é tida por alguns historiadores como uma alusão simbólica aos Doze Paladinos de Carlos Magno nas míticas canções de gesta. Entretanto, cabe ressaltar que o pariato francês em seu sentido literal e moderno foi formado séculos depois do reinado de Carlos Magno e durante o século XIII. 
De acordo com o cronista e historiador Mateus de Paris, o Duque da Normandia e o Duque da Aquitânia possuíam uma distinção mais elevada com relação ao Duque da Borgonha. Isto evidencia que o Pariato francês tomava como base critérios diversos de precedência nobiliárquica, em oposição a outros sistema de pares de outras monarquias que utilizam normalmente a data de criação daquele título como critério. Séculos mais tarde, ambos os ducados foram absorvidos pela Coroa francesa por ausência de herdeiros diretos, tornando o Duque da Borgonha o título mais elevado e respeitado.
| Pares do Reino de França (1200–1792) | Pares do Reino de França (1200–1792) | Pares do Reino de França (1200–1792) | Pares do Reino de França (1200–1792) | Pares do Reino de França (1200–1792) | Pares do Reino de França (1200–1792) |
| Nº                                   | Armas                                | Título                               | Data de criação                      | Primeiro titular                     | Tipo                                 |
| ------------------------------------ | ------------------------------------ | ------------------------------------ | ------------------------------------ | ------------------------------------ | ------------------------------------ |
| 1                                    | Armas do Arcebispo de Reims          | Arcebispo-Duque de Reims             | 1200, por Filipe II                  | Guilherme das Mãos Brancas           | Eclesiástico                         |
| 2                                    | Armas do Bispo de Langres            | Bispo-Duque de Langres               | 1179, por Luís VII                   | Gauthier da Borgonha                 | Eclesiástico                         |
| 3                                    | Armas do Bispo de Laon               | Bispo-Duque de Laon                  | 1200, por Filipe II                  | Roger de Rozoy                       | Eclesiástico                         |
| 4                                    | Armas do Bispo de Beauvais           | Bispo-Conde de Beauvais              | 1200, por Filipe II                  | Filipe de Dreux                      | Eclesiástico                         |
| 5                                    | Armas do Bispo de Châlons            | Bispo-Conde de Châlons               | 1200, por Filipe II                  | Rotrou de Perche                     | Eclesiástico                         |
| 6                                    | Armas do Bispo de Noyon              | Bispo-Conde de Noyon                 | 1200, por Filipe II                  | Étienne de Nemours                   | Eclesiástico                         |
| –                                    | Armas do Bispo de Paris              | Duque-Pariado de Saint-Cloud         | 1674, por Luís XIV                   | François Harlay de Champvallon       | Eclesiástico                         |
| 7                                    | Armas do Duque da Normandia          | Duque da Normandia                   | 1189, por Filipe II                  | Ricardo Plantageneta                 | Secular                              |
| 8                                    | Armas do Duque da Aquitânia          | Duque da Aquitânia                   | 1180, por Filipe II                  | Ricardo Plantageneta                 | Secular                              |
| 9                                    | Armas do Duque da Borgonha           | Duque da Borgonha                    | 880, por Luís III                    | Ricardo de Autun                     | Secular                              |
| 10                                   | Armas do Conde de Flandres           | Conde de Flandres                    | 1195, por Filipe II                  | Balduíno de Hainaut                  | Secular                              |
| 11                                   | Armas do Conde de Champanhe          | Conde de Champanhe                   | 1197, por Filipe II                  | Teobaldo de Champanhe                | Secular                              |
| 12                                   | Armas do Conde de Tolouse            | Conde de Tolouse                     | 1194, por Filipe II                  | Raimundo de Toulouse                 | Secular                              |